# Volvo 264TE
Volvo 264TE (Top Executive) är en lyxbil i limousinutförande som tillverkades av Volvo mellan 1975 och 1982. Modellen baserades på den vanliga Volvo 264-modellen och byggdes hos den italienska karossbyggaren Bertone i Turin och hos Yngve Nilssons Karosseri AB i Laholm som även byggde en landauletteversion av modellen.
Det fanns även en förlängd herrgårdsvagnsvariant som kallades 245 T (Transfer) och tillverkades mellan 1978 och 1984.

## Marknader

### Östtyskland
Volvo 264TE var speciellt populär i Östtyskland, dit hälften av tillverkningen såldes. Volvomodeller köptes in av Östtysklands regering för att användas som statsbilar åt ledande partimedlemmar och andra i landets toppskikt, där en av de mest kända ägarna var Östtysklands ledare Erich Honecker. På grund av alla Volvobilar hos partitoppen i Östtyskland fick Waldsiedlung utanför Wandlitz (ett exklusivt bostadsområde för medlemmar i Östtysklands partikretsar) öknamnet Volvograd.